# Konrad Senglaub
Konrad Senglaub (* 15. März 1926 in Leipzig; † 1. November 2016 in Berlin) war ein deutscher Zoologe.

## Leben
Er studierte ab 1946 an der Universität Leipzig Biologie und Philosophie. Nach der Promotion am 18. Februar 1956 und der Habilitation am 13. September 1961 war er Assistent und Oberassistent am Zoologischen Institut der Math. Nat. Fakultät der KMU Leipzig. Ab 1962 war er Professor mit Lehrauftrag (später mit Lehrstuhl, dann ordentlicher Professor) für Spezielle Zoologie an die Humboldt-Universität Berlin. Er wurde in Friedersdorf begraben.

## Schriften (Auswahl)
- Haustierforschung und Abstammungslehre. Vortrag gehalten anläßlich der Feierlichkeiten zum 550jährigen Bestehen der Karl-Marx-Universität und der Eröffnung der Ausstellung „Evolution der Tiere und des Menschen“ im Zoologischen Institut am 13. Oktober 1959. Leipzig 1960, OCLC 312750779.
- mit Ilse Jahn: Carl von Linné. Leipzig 1978, OCLC 251302780.
- Wildhunde, Haushunde. Leipzig 1981, OCLC 256983675.
- Sie sind veränderlich. Eine Einführung in die Fortpflanzungs- und Evolutionsbiologie der Tiere. Köln 1982, ISBN 3-7614-0656-8.